# Рашад Еюбов
Рашад Ельман огли Еюбов (азерб. Rəşad Elman oğlu Eyyubov; нар. 3 грудня 1992, Сумгаїт, Азербайджан) — азербайджанський футболіст, нападник клубу «Сабах» (Баку).

## Ранні роки та клубна кар'єра
Народився 3 грудня 1992 року в місті Сумгаїт, Азербайджан. Коли мйбутньому футболісту виповнилося 2 роки, його родина переїхала до Одеси. Саме в цьому місті він закінчив загальноосвітню школу № 51.
З дитинства захоплювався футболом і захищав честь одеського «Чорноморця», а також «Металурга» (Донецьк). Перший тренер — Віктор Захарович Зубков. Завдяки успішним виступам отримав виклик до юнацької збірної України U-16.
У 2011 році отримав запрошення до ПФК «Сімург» (Азербайджан), який на той час очолював Сергій Юран. Дебютував у новому клубі 28 серпня того ж року в програному (0:1) виїзному поєдинку 4-о туру Прем'єр-ліги проти «Турану». Рашид вийшов на поле на 65-й хвилині, замінивши Кариба Ібрагімова. Дебютним голом у футболці «Сімурга» відзначився 12 березня 2013 року на 31-й хвилині переможного (1:0) домашнього поєдинку 1-о туру Прем'єр-ліги проти «Карабаху». Еюбов вийшов на поле в старті, на 28-й хвилині отримав жовту картку, а на 81-й отримав другу жовту картку, через що був вилучений. У команді провів чотири сезони, за цей час у Прем'єр-лізі зіграв 78 матчів та відзначився 16-а голами.
Після завершення сезону 2014/15 років отримав пропозицію від «Габали». Наступний сезон розпочав у «Хазар-Ланкарані», проте не зігравши жодного офіційного поєдинку підсилив «Кяпаз». У цьому клубі дебютував 20 вересня 2015 року в програному (2:3) домашньому поєдинку 5-о туру Прем'єр-ліги проти «Габали». Еюбов вийшов на поле в стартовому складі та відіграв увесь матч. Єдиним голом у складі нової команди відзначився 4 жовтня 2015 року на 90+2-й хвилині переможного (3:1) домашнього поєдинку 7-о туру Прем'єр-ліги проти «Сумгаїту». Рашад вийшов на поле в стартовому складі та відіграв увесь матч. У команді відіграв півроку, за цей час провів 13 поєдинків (1 гол) у Прем'єр-лізі.
Під час зимової перерви сезону 2015/16 років перейшов до «Габали». Дебютував за команду з однойменного міста 7 лютого 2016 року в переможному (1:0) виїзному поєдинку 20-о туру Прем'єр-ліги проти столичного «Інтера». Рашад вийшов на поле в стартовому складі та відіграв увесь матч. Дебютним голом за «Габалу» відзначився 5 березня 2016 року на 90-й хвилині переможного (2:1) виїзного поєдинку 24-о туру Прем'єр-ліги проти «Нефтчі». Еюбов вийшов на поле на 77-й хвилині, замінивши Сергія Зеньова. У команді провів півтора сезони, за цей час у Прем'єр-лізі зіграв 25 матчів та відзначився 3-а голами.
22 травня 2017 року підписав 1-річний контракт з «Сумгаїтом», за який дебютував 13 серпня того ж року в переможному (2:1) домашньому поєдинку 1-о туру Перм'єр-ліги проти «Кяпазу». Рашид вийшов на поле в стартовому складі та відіграв увесь матч. Вперше у футболці нового клубу відзначився 16 вересня 2017 року на 48-й хвилині нічийного (1:1) виїзного поєдинку 5-о туру Прем'єр-ліги проти «Кешлі». Раши вийшов на поле в стартовому складі та відіграв увесь матч. У команді відіграв один сезон, за цей час у Прем'єр-лізі провів 23 матчі та відзначився 3-а голами. По завершенні угоди залишив клуб.
12 червня 2018 року підписав 1-річний контракт з «Нефтчі». Дебютував за столичний клуб 11 серпня того ж року в переможному (2:0) виїзному поєдинку 1-о туру Прем'єр-ліги проти «Сумгаїту». Еюбов вийшов на поле в стартовому складі, проте на 50-й хвилині його замінив Омар Булудов. Проте закріпитися в бакинському колективі не зумів і, зігравши 5 матчів у Прем'єр-лізі, 20 грудня того ж року домовився про розірвання контракту з клубом за згодою сторін.
Під час зимової перерви сезону 2018/19 років перейшов у «Сабах», за який дебютував 2 лютого 2019 року в переможному (2:0) виїзному поєдинку 15-о туру Прем'єр-ліги проти «Зіри». Рашид вийшов на поле в стартовому складі та відіграв увесь матч, на 68-й хвилині відзначився дебютним голом за нову команду, а на 85-й хвилині отримав жовту картку.

## Кар'єра в збірній
У 2008 році отримав виклик від головного тренера юнацької збірної України U-17 Олександра Головка, за цю команду зіграв 1 матч, в якому відзначився 1 голом. Проте після цього вирішив представляти на міжнародному рівні історичну батьківщину — Азербайджан. Викликався також до також в збірних Азербайджану U-17 та U-21 та національної збірної Азербайджану. Перший матч за збірну Азербайджану провів 24 лютого 2015 року проти донецького «Шахтаря», це була неофіційна зустріч. Вперше футболку збірної на міжнародному рівні одягнув 17 листопада 2015 року в товариському поєдинку проти Молдови.

## Особисте життя
Рашад Еюбов онук відомого азербайджанського археолога Ісаак Мамед Реза огли Джафарзаде. Володіє 4 мовами: англійською, російською, українською а також азербайджанською.

## Статистика виступів

### Клубна
Станом на 29 квітня 2017
| Клуб              | Сезон             | Ліга                      | Ліга  | Ліга | Національний кубок | Національний кубок | Континентальний | Континентальний | Інші  | Інші | Загалом | Загалом |
| Клуб              | Сезон             | Дивізіон                  | Матчі | Голи | Матчі              | Голи               | Матчі           | Голи            | Матчі | Голи | Матчі   | Голи    |
| ----------------- | ----------------- | ------------------------- | ----- | ---- | ------------------ | ------------------ | --------------- | --------------- | ----- | ---- | ------- | ------- |
| «Сімург»          | 2011–12           | Прем'єр-ліга Азербайджану | 4     | 0    | 0                  | 0                  | –               | –               | –     | –    | 4       | 0       |
| «Сімург»          | 2012–13           | Прем'єр-ліга Азербайджану | 15    | 2    | 3                  | 0                  | –               | –               | –     | –    | 18      | 2       |
| «Сімург»          | 2013–14           | Прем'єр-ліга Азербайджану | 31    | 3    | 1                  | 2                  | –               | –               | –     | –    | 32      | 5       |
| «Сімург»          | 2014–15           | Прем'єр-ліга Азербайджану | 28    | 8    | 5                  | 1                  | –               | –               | –     | –    | 33      | 9       |
| «Сімург»          | Загалом           | Загалом                   | 78    | 13   | 9                  | 3                  | 0               | 0               | 0     | 0    | 87      | 16      |
| «Кяпаз»           | 2015–16           | Прем'єр-ліга Азербайджану | 13    | 1    | 1                  | 0                  | –               | –               | –     | –    | 14      | 1       |
| «Габала»          | 2015–16           | Прем'єр-ліга Азербайджану | 17    | 1    | 4                  | 1                  | –               | –               | –     | –    | 21      | 2       |
| «Габала»          | 2016–17           | Прем'єр-ліга Азербайджану | 8     | 2    | 4                  | 1                  | 8               | 0               | –     | –    | 20      | 3       |
| «Габала»          | Загалом           | Загалом                   | 25    | 3    | 8                  | 2                  | 8               | 0               | 0     | 0    | 41      | 5       |
| Усього за кар'єру | Усього за кар'єру | Усього за кар'єру         | 116   | 17   | 18                 | 5                  | 8               | 0               | 0     | 0    | 142     | 22      |

### Міжнародний
| Азербайджан | Азербайджан | Азербайджан |
| Рік         | Матчі       | Голи        |
| ----------- | ----------- | ----------- |
| 2015        | 1           | 0           |
| 2016        | 1           | 0           |
| 2017        | 0           | 0           |
| 2018        | 1           | 0           |
| Total       | 3           | 0           |

Станом на 27 березня 2018 року

## Досягнення
- Прем'єр-ліга Азербайджану
  -  Срібний призер (1): 2016/17

- Кубок Азербайджану
  -  Фіналіст (1): 2016/17